# Abd
Pour les articles homonymes, voir ABD.
Le mot `Abd (arabe : عَبْد [`abd]) signifie serviteur, captif, esclave. Il dérive d'un verbe signifiant adorer, vénérer (عَبَدَ [`abada]). Il est utilisé dans la composition de nombreux prénoms arabes, comme Abdel ou Abdal.

## Utilisation
Avant l'islam, le nom suivant le mot `abd désignait la divinité à laquelle on rendait un culte. L'expression signifie alors serviteur / adorateur de x.
Après l'apparition de l'islam, le mot `abd est utilisé avant l'un des 99 noms de Dieu signifiant 'serviteur du'.
Ces prénoms sont dits « théophores », ayant un lien moral avec Dieu. Ainsi Abdelkarim de `Abd = Serviteur et al-Karim = le généreux (l'un des attributs de Dieu en islam, selon le Coran) signifie « le Serviteur du Généreux ».
Cette utilisation ne se limite pas aux musulmans, mais s'étend à l'ensemble des personnes parlant l'arabe. Par exemple, le prénom Abdallah, composé de `Abd et Allah est aussi utilisé chez les Arabes chrétiens et signifie serviteur de Dieu, tout comme Abdelmassih (Serviteur du Messie).
À l'époque médiévale, le mot `abd est utilisé dans le monde arabe pour désigner les esclaves noirs, tandis que les esclaves blancs sont généralement appelés Mamelouks (possédés). Par dérivation, le mot a fini par désigner dans plusieurs dialectes arabes les populations noires dans leur ensemble. Cette évolution sémantique est exactement similaire à celle qui donna le mot esclave à partir de l'ethnonyme slave.

## Liste de quelques prénoms formés à partir du préfixe Abd
- Abd Allâh ou Abdullah (en arabe : عبد الله) (m), également orthographié Abdallah ou Abdullah : serviteur de Dieu ;
- Abd Al ou Abdel (en arabe : عبد ال) (m) : serviteur de (diminutif) ;
- Abd Al-Ali ou Abdelali (en arabe : عبد العلي) (m) : serviteur du Très Haut ;
- Abd al-`Azîz ou Abdelaziz (m) : serviteur du Tout Puissant ; également orthographié Abdelaziz ou Abdul Aziz ;
- Abd Al-Hafidh ou Abdelhafid (en arabe : عبد الحافظ) (m) : serviteur du Préservateur ;
- Abd Al-Hakim ou Abdelhakim (en arabe : عبد الحكيم) (m) : serviteur de l'Infiniment Sage ;
- Abd Al-Halim ou Abdelhalim (en arabe : عبد الحليم) (m) : serviteur du Très Clément ;
- Abd Al-Hamid ou Abdelhamid (en arabe : عبد الحمید) (m) : serviteur du Très Louangé ;
- Abd Al-Haqq ou Abdelhak (en arabe : عبد الحق) (m) : serviteur de la Vérité ;
- Abd Al-Jabar ou Abdeljabar (en arabe : عبد الجبار) (m) : serviteur de l'Ultime Puissant ;
- Abd Al-Kader ou Abdelkader (en arabe : عبد القادر) (m) : seviteur du Puissant ;
- Abd Al-Karim ou Abdelkarim (en arabe : عبد الكريم) (m) : serviteur du Tout généreux ;
- Abd ul-Latif ou Abdelatif (en arabe : عبد اللطيف) (m) : serviteur du Subtil Bienveillant ;
- Abd ul-Majid ou Abdelmajid (en arabe : عبد المجيد) (m) : serviteur du Très Glorieux ;
- Abd Al-Malik ou Abdelmalek (en arabe : عبد الملك) (m) : serviteur du Roi, ou plutôt du Dieu-Roi ;
- Abd Manaf (en arabe : عبد المناف) (m) (prénom du trisaïeul de Mahomet) ;
- Abdelmannan (en arabe : عبد المنان) (m) : serviteur du Bienfaiteur ;
- Abd Al-Mujib ou Abdelmoudjib (en arabe : عبد المجيب) (m) : serviteur de Celui qui exauce ;
- Abd Al-Mouqit (en arabe : عبد المقيت) (m) : serviteur du Gardien ;
- Abd al-Muttalib (en arabe : عبد المطلب) (m) (nom du grand-père de Mahomet) ;
- Abd An-Nour ou Abdennour (en arabe : عبد النور) (m) : serviteur du Lumineux ;
- Abd Ar-Rahim ou Abderrahim (en arabe : عبد الرحيم) (m) : serviteur du Très-Miséricordieux ;
- Abd Ar-Rahman ou Abderrahmane (en arabe : عبد الرحمان) (m) : serviteur du Tout Miséricordieux ;
- Abd Ar-Razzaq ou Abderrazak (en arabe : عبد الرزاق) (m) : serviteur de Celui qui assure la subsistance ;
- Abd As-Salam ou Abdeslam (en arabe : عبد السلام) (m) : serviteur de la Paix ;
- Abd As-Samad ou Abdesamad (en arabe : عبد الصمد) (m) : serviteur de l'Impénétrable ;
- Abd Ash-Shahid (en arabe : عبد الشاهيد) (m) : serviteur du Témoin ;
- Abd Ash-Shakour (en arabe : عبد الشاكور) (m) : serviteur du Très Reconnaissant ;
- Abd Al Wahab ou Abdelwahab (en arabe : عبد الوهاب) (m) : serviteur du Donateur Grâcieux ;
- Abd Al-Wahid ou Abdelwahid (en arabe : عبد الواحد) (m) : serviteur de l'Unique ;